# Zanderij
Zanderij ist ein Dorf in Suriname. Es liegt im Ressort Zuid-Para im Distrikt Para direkt westlich des Johan Adolf Pengel International Airports und etwa 45 Kilometer südlich der Hauptstadt Paramaribo.
Der Ort hat circa 200 Einwohner, die überwiegend als Arbeitnehmer beim Flughafen beschäftigt sind. Vor dem Bau des Flughafens lebten hier fast ausschließlich Kariben. Er liegt in der „Zanderijsavanne“ und verdankt seinen Namen dem Sand, der hier zur Herstellung von Glas gefördert wird.
Am 7. Juni 1989 verunglückte eine Douglas DC-8 der Surinam Airways auf dem Surinam-Airways-Flug 764 bei Zanderij. Beim folgenschwersten Flugunfall der surinamischen Geschichte starben 176 Menschen, darunter der Fußballspieler Lloyd Doesburg. Überlebt haben 11 Personen, sowie ein Hund, der von der Polizei den Namen "Lucky" bekam.
Seit 2007 verfügt Zanderij über eine neue Poliklinik.